# 喬納森·皮特尼

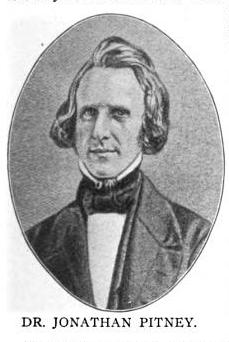
大西洋城之父

喬納森·皮特尼醫生（英語：Dr. Jonathan Pitney，1797年10月2日 - 1869年8月7日），被認為是新澤西州的大西洋城之父，他是一名宣傳阿布西肯島為治療海濱勝地的醫生。

## 傳記
他於1797年10月29日出生在新澤西州的門德姆自治鎮，在哥倫比亞大學以瓦倫泰·莫特為師學習醫學。他於1819年搬到新澤西州的阿布西肯，並在那裡建立了醫療診所。他在1844年是新澤西州憲法大會的代表，並在波那坦號船隻失事結束後的一段時期幫助遊說建造阿布西肯燈塔。皮特尼的主要成就是促進阿布西肯島作為海濱醫療隱居所， 在土木工程師Richard Osborne和關係良好的Richard Summers的幫助下，他們設計出了創建大型度假勝地的想法。1853年，作業評估將Osborne的城市設計介紹給費城的鐵路投資者，從而導致了肯頓和大西洋鐵路的創造，於1854年7月4日開通。皮特尼透過讚美鹽水和海洋空氣的治療特性來進一步宣傳這座城市。他於1869年8月7日在他的阿布西肯家中去世。